# 2024년 하계 올림픽 농구 여자
2024년 하계 올림픽 농구 여자 5x5 토너먼트는 제21회 하계 올림픽 농구 여자 종목이다. 2024년 7월 28일부터 8월 11일까지 개최되었다. 예선 경기는 릴의 피에르 모루아 스타디움에서 열리며, 최종 단계는 파리의 아코르 아레나에서 진행된다.

## 형식
12개 팀은 4개 팀으로 구성된 3개 그룹으로 나뉘며, 각 그룹 내에서 단일 라운드 로빈이 진행된다. 각 조 1, 2위 팀은 8강에 진출하고, 3위 팀 중 성적이 좋은 2개 팀이 8강에 진출한다. 예선이 끝난 후, 결과에 따라 팀을 조 편성하고, 조별 조 추첨을 통해 8강에 진출하게 된다. 추첨을 위해 팀은 상위 2위 팀(포트 D), 3~4위 팀(포트 E), 5~6위 팀(포트 F), 7~8위 팀(포트 G) 등 4개의 포트에 시드가 배정된다. 포트 D의 팀은 포트 G의 팀과 대결하고, 포트 E의 팀은 포트 F의 팀과 대결한다. 같은 그룹의 팀은 다시 서로 대결할 수 없다. 포트 D의 두 팀이 모두 준결승에 진출할 경우 서로 대결할 수 없다.

## 같이 보기
- 2024년 하계 올림픽 농구 남자